# Batalha de Płowce

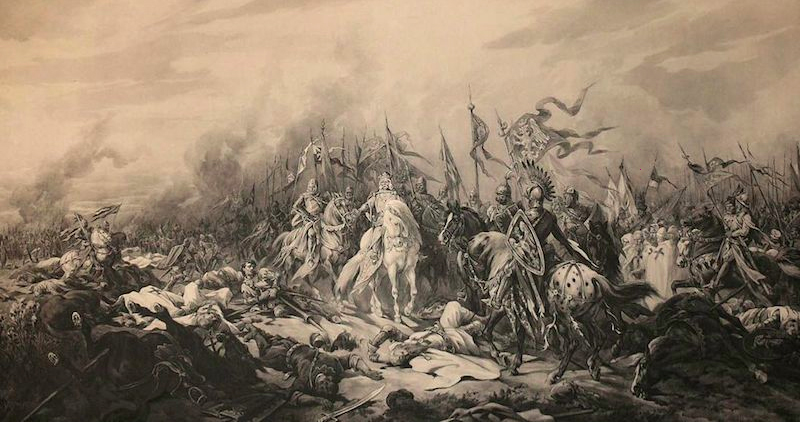
Batalha de Płowci 1331, pintura de Juliusz Kossak

A Batalha de Płowce ocorreu em 27 de setembro de 1331 entre o Reino da Polônia e a Ordem Teutônica. 

## Antecedentes
O plano teutônico era apoiar João da Boêmia em uma invasão da Silésia. Władysław I, o Cotovelo-alto, havia reivindicado o senhorio sobre a Silésia, mas João acreditava que ele tinha uma reivindicação igualmente válida para isso. O rei da Boêmia marchou com um exército e ocupou a Silésia. Lutero von Braunschweig acreditava que Władysław ficaria tão indignado com este movimento que reuniria todas as forças polonesas para expulsar João da Silésia, deixando os alemães livres para invadir a Samogícia sem interferência polonesa. A fim de aumentar as chances de João garantir a Silésia, Braunschweig ajudou o exército boêmio com suas próprias forças e qualquer outra força que ele pudesse reunir. Um exército bastante grande composto por boêmios (tchecos), cavaleiros da ordem teutônica, nobres poloneses rebeldes que desejavam se posicionar contra Władysław, mercenários do Sacro Império Romano-Germânico e alguns cruzados ingleses partiram para a Polônia. Władysław lutou para reunir as forças polonesas, juntamente com soldados da Lituânia e da Hungria, em posição. O velho Władysław delegou uma parte significativa do comando a seu filho, Casimiro III da Polônia. Muitos dos soldados poloneses não estavam confiantes nas capacidades militares de Casimir, e deserções em grande escala ocorreram quando Władysław tomou medidas para aumentar a autoridade de Casimir. Casimiro não ofereceu muita resistência à invasão da Polônia pela Ordem Teutônica, e ele quase foi capturado pelos cavaleiros teutônicos antes de escapar por pouco para uma floresta próxima. Władysław liderou o restante das forças polonesas para o sul em direção ao exército boêmio. O exército teutônico chegou à Silésia com sucesso e se encontrou com os boêmios. Władysław determinou que suas forças eram insuficientes para repelir os invasores, então João da Boêmia se estabeleceu como o ocupante da Silésia. João partiu então para os assuntos na Itália, quando ainda havia um bolsão de resistência na Silésia. Castelos poloneses bem fortificados na região resistiram e pouco seria feito para capturá-los. Isso levou Braunschweig a acreditar que a Polônia ainda seria uma grande ameaça e que suas forças não poderiam agir como desejavam na região do Báltico. Braunschweig enviou a palavra a João e queria iniciar uma segunda invasão da Polônia, esperando que fosse mais decisiva do que a tentativa de invasão anterior.

## Batalha
O plano do exército teutônico, liderado pelo marechal Dietrich von Altenburg, era se retirar da Polônia. Władysław I, que por esta altura sofria de problemas de saúde, liderou as forças polacas. Embora suas tropas superassem em número os teutões, eles não estavam equipados tão bem quanto seu inimigo. O rei polonês seguiu o exército teutônico e encontrou uma oportunidade quando o marechal Dietrich von Altenburg dividiu suas forças em três seções. Władysław decidiu atacar a mais fraca dessas três seções, que havia descido sobre a pequena aldeia de Płowce.
Um forte nevoeiro havia descido sobre a área quando Altemburgo reuniu suas forças e as dividiu em cinco divisões. Eles também foram agrupados em cinco divisões. Seguiu-se uma longa e árdua batalha que durou desde o nascer do sol até às 3h00 do mesmo dia. Os exércitos eram bastante equilibrados, e o impasse só foi quebrado quando um cavalo que carregava a bandeira do marechal foi perfurado por uma lança e o exército teutônico viu a bandeira cair, supondo que seu líder havia caído, e começou a fugir da batalha.
As forças polonesas aproveitaram os teutões em fuga e atacaram com força, virando a maré da batalha a seu favor. No final da batalha, Władysław e seu filho Casimiro III da Polônia tinham 56 cavaleiros teutônicos sob sua custódia, juntamente com Altemburgo, no entanto, Teutões conseguiram retomar a maioria dos cativos.
Um exército de cavaleiros teutônicos foi enviado da Prússia para aliviar as forças em Płowce e estavam se aproximando rapidamente da batalha. As exaustas tropas polonesas se envolveram em outra dura batalha, continuando até o anoitecer, quando o rei Łokietek ordenou a retirada do campo de batalha. Altenburg foi liberado após ser encontrado acorrentado a uma carroça. Após a batalha, os Cavaleiros Teutônicos mantiveram vivos 56 dos mais valiosos prisioneiros poloneses, assassinando o restante. De acordo com o cronista Wigand de Marburg, o bispo Maciej de Gołańcza ordenou a contagem dos mortos antes do enterro após a batalha, e descobriu-se que 4.187 combatentes de ambos os lados foram mortos, a maioria dos quais eram Cavaleiros Teutônicos.

## Consequências
O comandante de Chełmno, Otto von Lutterberg, apesar de repelir o ataque do exército polonês, decidiu interromper a marcha para Brześć Kujawski e, sob a cobertura da escuridão, recuar imediatamente para Toruń sem enterrar seu próprio caído. A decisão de retirar as forças teutônicas também significou que toda a campanha na Polônia foi interrompida e, portanto, esta batalha pode ser considerada um sucesso estratégico de Władysław Łokietek. A batalha também impediu o exército teutônico de se juntar às tropas tchecas de João de Luxemburgo, cuja cooperação poderia levar ao colapso do recém-reunificado Reino da Polônia. Após a batalha, ambos os lados tentaram usar seus sucessos para fins de propaganda. A batalha fortaleceu muito o moral das tropas polonesas e causou uma grande impressão na sociedade polonesa do século XIV. A convicção do triunfo do exército polonês foi enfatizada pela entrada cerimonial de Władysław Łokietek em Cracóvia com o comandante capturado Henryk Reuss von Plauen e outros 40 prisioneiros. O fato de que a batalha foi um sucesso polonês também é evidenciado pelo relatório da Ordem Teutônica de 1335 para o promotor teutônico na cúria papal em Avignon.